# Azuragrion kauderni
Azuragrion kauderni är en trollsländeart som först beskrevs av Sjöstedt 1917.  Azuragrion kauderni ingår i släktet Azuragrion och familjen dammflicksländor. Inga underarter finns listade i Catalogue of Life.